# Niğde (tỉnh)
Niğde là một tỉnh ở phía nam của Trung Anatolia, Thổ Nhĩ Kỳ. Tỉnh này có dân số 331.677 (ước tính năm 2007), trong đó có 100.418 người sống ở thành phố Niğde. Tỉnh có diện tích 7.312 km². Các tỉnh giáp ranh: Kayseri, Adana, Mersin, Konya, Aksaray và Nevşehir.
Ba phía tỉnh này giáp với các dãy núi của dãy núi Taurus, bao gồm núi Hasan và Melendiz. Về phía tây là đồng bằng Emen.

## Các huyện
Niğde được chia thành 6 đơn vị cấp huyện (tỉnh lỵ được bôi đậm):
- Altunhisar
- Bor
- Çamardı
- Çiftlik
- Niğde
- Ulukışla